# Psykometri (psykologi)
 Denne artikel omhandler den betydning af psykometri, som anvendes indenfor den etablerede psykologi. Opslagsordet har også en anden betydning, se Psykometri (parapsykologi).
Psykometri (psyko + metri: ’måling af psyken’) er betegnelsen for den videnskabsgren, der beskæftiger sig med generelle teoretiske og metodologiske principper ved måling (kvantificering) af mentale egenskaber og tilstande hos det enkelte individ. Det kan f.eks. være personens intelligensniveau, personlighedstræk, hukommelsesspændvidde m.v.
I bred forstand dækker betegnelsen psykometri enhver applikation af matematik og statistik på psykologiske data. Mere snævert er betegnelsen knyttet til psykologisk testning, som den mest udbredte metode til at ’måle psyken’, og psykometriens overvejende praktiske opgave er at levere metoder til konstruktion og videnskabelig afprøvning af psykologiske test. Det sker ved hjælp af kvantitative, statistiske teknikker, som f.eks. skal afgøre i hvilken grad en test måler præcist og giver gyldige resultater.
| Psi | Spire Denne artikel om psykologi er en spire som bør udbygges. Du er velkommen til at hjælpe Wikipedia ved at udvide den. |